# Азійська струмкова жаба
Азійська струмкова жаба (Odorrana) — рід земноводних родини жаб'ячі ряду безхвості. Має 59 видів.

## Опис
Загальна довжина представників цього роду коливається від 3 до 15 см за своєю будовою схожі на види з родів бура жаба, Amolops, Huia. Відрізняються від них лише за молекулярними філогенетичними ознаками. Більшість видів цього роду мають широку, проте коротку голову із доволі витягнутою мордою. Будова вух та череп дозволяє цим жабам відправляти і отримувати ультразвук. Тулуб масивний та товстий. Кінцівки кремезні із плавальними перетинками або пальці із дисками-присосками. Колір різнобарвний: в залежності від місця, ландшафту перебування.

## Спосіб життя
Полюбляють струмки у гірській місцині, болота, рисові поля. Активні переважно у присмерку. Живляться різними безхребетними.
Це яйцекладні земноводні.

## Розповсюдження
Мешкають у деяких районах Індії, Південно—Східній та Східній Азії.

## Види
| - Odorrana absita - Odorrana amamiensis - Odorrana andersonii - Odorrana anlungensis - Odorrana aureola - Odorrana bacboensis - Odorrana banaorum - Odorrana bolavensis - Odorrana chapaensis - Odorrana chloronota - Odorrana concelata - Odorrana confusa - Odorrana damingshanensis - Odorrana exiliversabilis - Odorrana geminata - Odorrana gigatympana - Odorrana grahami - Odorrana graminea - Odorrana hainanensis - Odorrana hejiangensis - Odorrana hosii - Odorrana huanggangensis - Odorrana indeprensa - Odorrana ishikawae - Odorrana jingdongensis - Odorrana junlianensis - Odorrana khalam - Odorrana kuangwuensis - Odorrana leishanensis - Odorrana leporipes - Odorrana livida | - Odorrana lungshengensis - Odorrana macrotympana - Odorrana margaretae - Odorrana mawphlangensis - Odorrana melasma - Odorrana monjerai - Odorrana morafkai - Odorrana nanjiangensis - Odorrana narina - Odorrana nasica - Odorrana nasuta - Odorrana orba - Odorrana rotodora - Odorrana sangzhiensis - Odorrana schmackeri - Odorrana sinica - Odorrana splendida - Odorrana supranarina - Odorrana swinhoana - Odorrana tiannanensis - Odorrana tormota - Odorrana trankieni - Odorrana utsunomiyaorum - Odorrana versabilis - Odorrana wuchuanensis - Odorrana yentuensis - Odorrana yizhangensis - Odorrana zhaoi |